# Koreiiz
Koreiiz (în ucraineană Кореїз) este o așezare de tip urban din orașul regional Ialta, Republica Autonomă Crimeea, Ucraina. În afara localității principale, nu cuprinde și alte sate.

## Demografie
Componența lingvistică a așezării de tip urban Koreiiz
     Rusă (82,1%)
     Ucraineană (11,08%)
     Tătară crimeeană (3,26%)
     Alte limbi (0,48%)
Conform recensământului din 2001, majoritatea populației așezării de tip urban Koreiiz era vorbitoare de rusă (82,1%), existând în minoritate și vorbitori de ucraineană (11,08%) și tătară crimeeană (3,26%).